# Cantón Sozoranga
Sozoranga es un cantón de la Provincia de Loja en Ecuador, ubicado en la parte suroccidental, su población estimada es de 7.465 habitantes.  El alcalde actual es el Lic. Orli Renán Flores Guerrero. La fiesta de cantonización se celebra el 20 de diciembre.
El cantón Sozoranga comprende una superficie aproximada de 428 km², con una topografía accidentada que se extiende desde los 800 a los 2.400 m s. n. m. Las temperaturas anuales promedio oscilan entre 16 °C a 18 °C en las partes más altas y entre los 
22 °C a 26 °C en los valles y partes bajas.
Este cantón se encuentra formado por una parroquia urbana, Sozoranga, y dos parroquias rurales: Nueva Fátima y Tacamoros.
La Geografía de Sozoranga es una declinación de cordillera y está compuesta por mesetas y quebradas, el clima es seco y forma parte de zona de influencia de la Cuenca Catamayo - Chira.

## Economía
La agricultura y la ganadería son las principales actividades sobre las cuales descansa la economía del cantón Sozoranga, en el que se encuentra gran diversidad de cultivos como los siguientes: maíz y caña de azúcar , el fréjol, el café, que constituye otro de los cultivos de mayor importancia productiva y económica en el cantón Sozoranga, y el arroz, cultivo que ofrece alta rentabilidad y niveles de productividad.
La crianza de cerdos y chivos es una de las actividades más preponderantes y ocupa a una buena parte de los habitantes del cantón.
El comercio es otro factor muy importante para la economía del Cantón Sozoranga, especialmente con las ciudades de Macara y Cariamanga , también destaca el comercio internacional con Perú.

## Límites
- Al norte con el cantón Paltas
- Al sur con el Perú
- Al este con el cantón Calvas
- Al oeste con los cantones Celica y Macará

## Clima
El clima en el Cantón Sozoranga es mayoritariamente cálido seco y templado, las temperaturas fluctúan entre 15 °C y 36 °C, mientras en la cabecera cantonal el clima es cálido con un promedio de 21 °C; en las partes bajas el clima es ardiente y seco, su paisaje está compuesto por estepas y bosques secos de indudable valor natural.
En la parte alta, el clima es templado seco y, por su ubicación, Sozoranga recibe la influencia de los vientos cálidos y secos del desierto del sur y de los alisios.
La época de lluvias es desde enero a mayo, las precipitaciones son torrenciales y en gran medida se presentan tormentas. En la cabecera cantonal las temperaturas a medio día superan los 25 °C y en la noche bajan hasta 15 °C
La temporada seca es cálida y va desde junio hasta diciembre, durante el año hay poca lluvia y la  precipitación  media  es  550 mm;  marzo  es  el  mes  más  lluvioso  con  150 mm  y  agosto  es  el  mes  más  seco  con 0 mm.
Sozoranga forma parte del cordón de sequía que se genera en la frontera suroccidental del Ecuador, con gran influencia en el clima regional.
| Parámetros climáticos promedio de Sozoranga, Ecuador | Parámetros climáticos promedio de Sozoranga, Ecuador | Parámetros climáticos promedio de Sozoranga, Ecuador | Parámetros climáticos promedio de Sozoranga, Ecuador | Parámetros climáticos promedio de Sozoranga, Ecuador | Parámetros climáticos promedio de Sozoranga, Ecuador | Parámetros climáticos promedio de Sozoranga, Ecuador | Parámetros climáticos promedio de Sozoranga, Ecuador | Parámetros climáticos promedio de Sozoranga, Ecuador | Parámetros climáticos promedio de Sozoranga, Ecuador | Parámetros climáticos promedio de Sozoranga, Ecuador | Parámetros climáticos promedio de Sozoranga, Ecuador | Parámetros climáticos promedio de Sozoranga, Ecuador | Parámetros climáticos promedio de Sozoranga, Ecuador |
| Mes                                                  | Ene.                                                 | Feb.                                                 | Mar.                                                 | Abr.                                                 | May.                                                 | Jun.                                                 | Jul.                                                 | Ago.                                                 | Sep.                                                 | Oct.                                                 | Nov.                                                 | Dic.                                                 | Anual                                                |
| ---------------------------------------------------- | ---------------------------------------------------- | ---------------------------------------------------- | ---------------------------------------------------- | ---------------------------------------------------- | ---------------------------------------------------- | ---------------------------------------------------- | ---------------------------------------------------- | ---------------------------------------------------- | ---------------------------------------------------- | ---------------------------------------------------- | ---------------------------------------------------- | ---------------------------------------------------- | ---------------------------------------------------- |
| Temp. máx. abs. (°C)                                 | 31.5                                                 | 31.0                                                 | 32.0                                                 | 32.5                                                 | 32.3                                                 | 32.6                                                 | 33.2                                                 | 33.5                                                 | 33.0                                                 | 33.5                                                 | 34.5                                                 | 34.0                                                 | 32.0                                                 |
| Temp. máx. media (°C)                                | 26.0                                                 | 26.0                                                 | 26.5                                                 | 26.5                                                 | 27.1                                                 | 27.1                                                 | 27.6                                                 | 28.1                                                 | 28.5                                                 | 28.6                                                 | 28.9                                                 | 28.0                                                 | 27.0                                                 |
| Temp. media (°C)                                     | 21.6                                                 | 21.5                                                 | 21.7                                                 | 21.8                                                 | 22.1                                                 | 21.6                                                 | 22.5                                                 | 22.8                                                 | 23.1                                                 | 23.5                                                 | 23.6                                                 | 22.1                                                 | 21.6                                                 |
| Temp. mín. media (°C)                                | 17.0                                                 | 17.0                                                 | 17.0                                                 | 18.0                                                 | 16.0                                                 | 15.0                                                 | 15.0                                                 | 15.0                                                 | 17.0                                                 | 17.0                                                 | 17.0                                                 | 17.0                                                 | 17.0                                                 |
| Temp. mín. abs. (°C)                                 | 12.0                                                 | 12.0                                                 | 12.0                                                 | 13.5                                                 | 12.0                                                 | 11.0                                                 | 11.0                                                 | 12.0                                                 | 12.0                                                 | 12.0                                                 | 13.0                                                 | 12.0                                                 | 13.0                                                 |
| Precipitación total (mm)                             | 95                                                   | 122                                                  | 147                                                  | 68                                                   | 45                                                   | 26                                                   | 5.1                                                  | 0                                                    | 0                                                    | 5.6                                                  | 2.6                                                  | 28                                                   | 550                                                  |
| Días de precipitaciones (≥ 1.0 mm)                   | 11                                                   | 16                                                   | 18                                                   | 7                                                    | 6                                                    | 3                                                    | 2                                                    | 0                                                    | 0                                                    | 3                                                    | 1                                                    | 4                                                    | 71                                                   |
| Fuente n.º 1: World Meteorological Organization      |                                                      |                                                      |                                                      |                                                      |                                                      |                                                      |                                                      |                                                      |                                                      |                                                      |                                                      |                                                      |                                                      |
| Fuente n.º 2: NOAA                                   |                                                      |                                                      |                                                      |                                                      |                                                      |                                                      |                                                      |                                                      |                                                      |                                                      |                                                      |                                                      |                                                      |

## División política
El cantón Sozoranga se divide en tres parroquias:
- Sozoranga (cabecera cantonal)
- Nueva Fátima
- Tacamoros